# Unzent
Unzent település Franciaországban, Ariège megyében. Lakosainak száma 119 fő (2022. január 1.). Unzent Bonnac, Escosse, Esplas, Lescousse, Bézac, Saint-Martin-d’Oydes és Saverdun községekkel határos.

## Népesség
A település népessége az elmúlt években az alábbi módon változott:
| Lakosok száma | 101  | 82   | 109  | 123  | 125  | 121  | 117  | 117  | 114  | 119  |
|               | 1968 | 1982 | 1990 | 2006 | 2013 | 2015 | 2017 | 2019 | 2020 | 2022 |